# 摩納哥直升機航空
摩納哥直升機航空（英語：Heli Air Monaco），是摩納哥的航空公司，提供直升機航班。

## 航線
尼斯機場至摩納哥直升機場
也有直升機包機航班。